# Saint-Martin-de-Seignanx
Saint-Martin-de-Seignanx (en occitano, Sent Martin de Senhans) es una comuna francesa situada en el departamento de Landas, en la región de Nueva Aquitania.

## Demografía
| 2003 | 2053 | 2318 | 2903 | 3047 | 3903 | 6076 |
| Para los censos de 1962 a 1999 la población legal corresponde a la población sin duplicidades (Fuente: INSEE [Consultar]) |      |      |      |      |      |      |